# Giulio De Florian
Giulio De Florian (ur. 13 stycznia 1936 w Ziano di Fiemme, zm. 17 lutego 2010 tamże) – włoski biegacz narciarski, dwukrotny brązowy medalista mistrzostw świata.

## Kariera
Jego olimpijskim debiutem były igrzyska w Squaw Valley w 1960 roku. Wraz z kolegami z reprezentacji zajął tam piąte miejsce w sztafecie 4 × 10 km, a indywidualnie był jedenasty w biegu na 30 km stylem klasycznym. Cztery lata później, podczas igrzysk olimpijskich w Innsbrucku zajął 18. miejsce w biegu na 15 km oraz ponownie piąte w sztafecie. Wziął także udział w igrzyskach olimpijskich w Grenoble w 1968 roku, gdzie jego najlepszym indywidualnym wynikiem było piąte miejsce w biegu na 30 km. Włosi z De Florianem w składzie zajęli tym razem szóste miejsce w sztafecie.
W 1962 roku wystartował na mistrzostwach świata w Zakopanem zdobywając brązowy medal w biegu na 30 km. Wyprzedzili go jedynie zwycięzca Eero Mäntyranta z Finlandii oraz drugi na mecie Janne Stefansson ze Szwecji. Swój drugi medal zdobył na mistrzostwach świata w Oslo w 1966 roku. Wspólnie z Franco Nonesem, Gianfranco Stellą i Franco Manfroi wywalczył kolejny brązowy medal, tym razem w sztafecie. Na tych samych mistrzostwach zajął także piąte miejsce w biegu na 30 km.

## Osiągnięcia

### Igrzyska olimpijskie
| Miejsce | Dzień     | Rok  | Miejscowość  | Konkurencja             | Czas biegu | Strata  | Zwycięzca         |
| ------- | --------- | ---- | ------------ | ----------------------- | ---------- | ------- | ----------------- |
| 11.     | 19 lutego | 1960 | Squaw Valley | 30 km stylem klasycznym | 1:51:03,9  | +5:36,7 | Sixten Jernberg   |
| 14.     | 23 lutego | 1960 | Squaw Valley | 15 km stylem klasycznym | 51:55,5    | +1:28,6 | Håkon Brusveen    |
| 5.      | 25 lutego | 1960 | Squaw Valley | Sztafeta 4 × 10 km      | 2:18:45,6  | +3:46,9 | Finlandia         |
| 18.     | 2 lutego  | 1964 | Innsbruck    | 15 km stylem klasycznym | 50:54,1    | +2:37,6 | Eero Mäntyranta   |
| 5.      | 8 lutego  | 1964 | Innsbruck    | Sztafeta 4 × 10 km      | 2:18:34,6  | +2:42,2 | Szwecja           |
| 5.      | 7 lutego  | 1968 | Grenoble     | 30 km stylem klasycznym | 1:35:39,2  | +1:33,7 | Franco Nones      |
| 15.     | 10 lutego | 1968 | Grenoble     | 15 km stylem klasycznym | 47:54,2    | +2:25,2 | Harald Grønningen |
| 6.      | 14 lutego | 1968 | Grenoble     | Sztafeta 4 × 10 km      | 2:08:33,5  | +7:58,7 | Norwegia          |

### Mistrzostwa świata
| Miejsce | Dzień     | Rok  | Miejscowość | Konkurencja             | Czas biegu | Strata  | Zwycięzca       |
| ------- | --------- | ---- | ----------- | ----------------------- | ---------- | ------- | --------------- |
| 3.      | 18 lutego | 1962 | Zakopane    | 30 km stylem klasycznym | 1:52:39,4  | +33,9   | Sixten Jernberg |
| 7.      | 20 lutego | 1962 | Zakopane    | 15 km stylem klasycznym | 55:22,8    | +1:36,0 | Assar Rönnlund  |
| 5.      | 22 lutego | 1962 | Zakopane    | Sztafeta 4 × 10 km      | 2:24:39,8  | +3:35,2 | Szwecja         |
| 17.     | 17 lutego | 1966 | Oslo        | 30 km stylem klasycznym | 1:37:26,7  | +3:59   | Eero Mäntyranta |
| 3.      | 23 lutego | 1966 | Oslo        | Sztafeta 4 × 10 km      | 2:14:27,9  | +3:44,3 | Norwegia        |